# جون دبليو. ميرفي
جون دبليو. ميرفي (بالإنجليزية: John W. Murphy)‏ هو محامي وقاضي وسياسي أمريكي، ولد في 26 أبريل 1902، وتوفي في 28 مارس 1962. حزبياً، نشط في الحزب الديمقراطي. وقد انتخب عضو مجلس النواب الأمريكي.